# Żółta Igła
Żółta Igła (niem. Gelber Nade, słow. Žltá ihla, węg. Sárga-tű) – drobna, lecz samodzielna i wybitna turnia, znajdująca się w żebrze skalnym na zachodnim zboczu Żółtej Turni w polskich Tatrach Wysokich. Zbudowana z litej skały turnia ma postać iglicy i znajduje się w najniższej części żebra tworzącego prawe zbocza prawego żlebu. Uwydatnia się ona przy oglądaniu od południa ze ścieżki prowadzącej znad Czarnego Stawu Gąsienicowego na Skrajny Granat.
Do wczesnych lat 70. XX wieku stanowiła poligon treningowo-szkoleniowy dla ówczesnych adeptów taternictwa. Władysław Cywiński pisze: Bez Żółtej Igły nie mogły się odbyć kursy dla początkujących wspinaczy, przewodników... Obecnie Żółta Igła, tak jak cały masyw Żółtej Turni, znajduje się poza obszarem udostępnionym dla wspinaczki.

## Pierwsze wejścia
- zachodnią granią (z obejściem uskoku szczytowego): Mieczysław Szczuka 3 lipca 1925 r.
- z pokonaniem uskoku: Stanisław Motyka i towarzysze przed 1940 r.[2]